# Polyfenol
Polyfenoler er en gruppe af antioxidanter, der findes i mange varianter i fødevarer. En af formerne findes f.eks. i stor mængde i rødvin, fordi druerne har et højt indhold af disse stoffer i skallerne og kernerne. Polyfenoler findes desuden i te og mange frugter, især i skallen, og i grøntsager. Også i humle som bruges i ølbrygning er der et rigt indhold af polyfenoler. Antioxidanter er vigtige, da de angriber de frie radikaler. Det er gavnligt for hjertet, så man bl.a. undgår iskæmisk hjertesygdomme (IHS).

## Ekstern henvisning
- Læge Erik Skovenborg: Vin og helbred – myter og facts, 2000 ISBN 87-7724-930-5
- Catechin